# Jikes
Jikes es un compilador de Java de código abierto escrito en C++. La versión original fue desarrollada por David L. «Dave» Shields and Philippe Charles en IBM, pero rápidamente fue transformada en un proyecto de código abierto en el cual participó una activa comunidad de desarrolladores. Seguidamente, se transfirió a SourceForge. 
Jikes es mucho más rápido para compilar pequeños proyectos que el propio compilador de Sun. Desafortunadamente, no continúa siendo un proyecto activamente desarrollado.